# Naturzustand
Der Naturzustand des Menschen ist ein zentraler Diskussionsgegenstand, der sich mit der im 17. Jahrhundert entfaltenden philosophischen Debatte um die Legitimation des von Menschen gesetzten Rechts und der Gesellschaft in ihrem Ist-Zustand beschäftigt. Erste Teilnehmer der Diskussion wurden Thomas Hobbes, Samuel von Pufendorf, John Locke, Johann Heinrich Pestalozzi, Anthony Ashley Cooper (der dritte Earl of Shaftesbury) und Jean-Jacques Rousseau.
Im Zentrum der Auseinandersetzung steht der Mensch im Zustand vor dem Aufbau größerer Gemeinwesen.
Der Naturzustand kann innerhalb der Debatte unterschiedlich definiert werden: Hobbes sprach vom „Krieg aller gegen alle“. Die menschliche Kultur ist unter dieser Voraussetzung die notdürftige, wenn auch nicht unbedingt glücklich machende Antwort auf die katastrophale Ausgangslage. Er kann genauso gut ideale Züge gewinnen, Züge einer untergegangenen glücklichen Natürlichkeit, zu der wir nicht mehr zurückkönnen, oder die uns, im Gegenteil, den Zielpunkt einer weiteren kulturellen Entwicklung setzen muss.
Die Theorien zum Naturzustand verliefen (und verlaufen) an verschiedenen Stellen parallel zur biblischen Schöpfungsgeschichte – vor allem dieser Umstand machte die Debatte brisant: Mit ihr setzte sich eine vorangegangene Diskussion der Religion auf dem Gebiet der Philosophie fort. Sie hat auf der anderen Seite unterschiedliche Ausläufer in der aktuellen wissenschaftlichen Forschung mit ihren Bereichen der Anthropologie, der Ethnologie und der menschlichen Frühgeschichte.

## Vorgeschichte der Diskussion

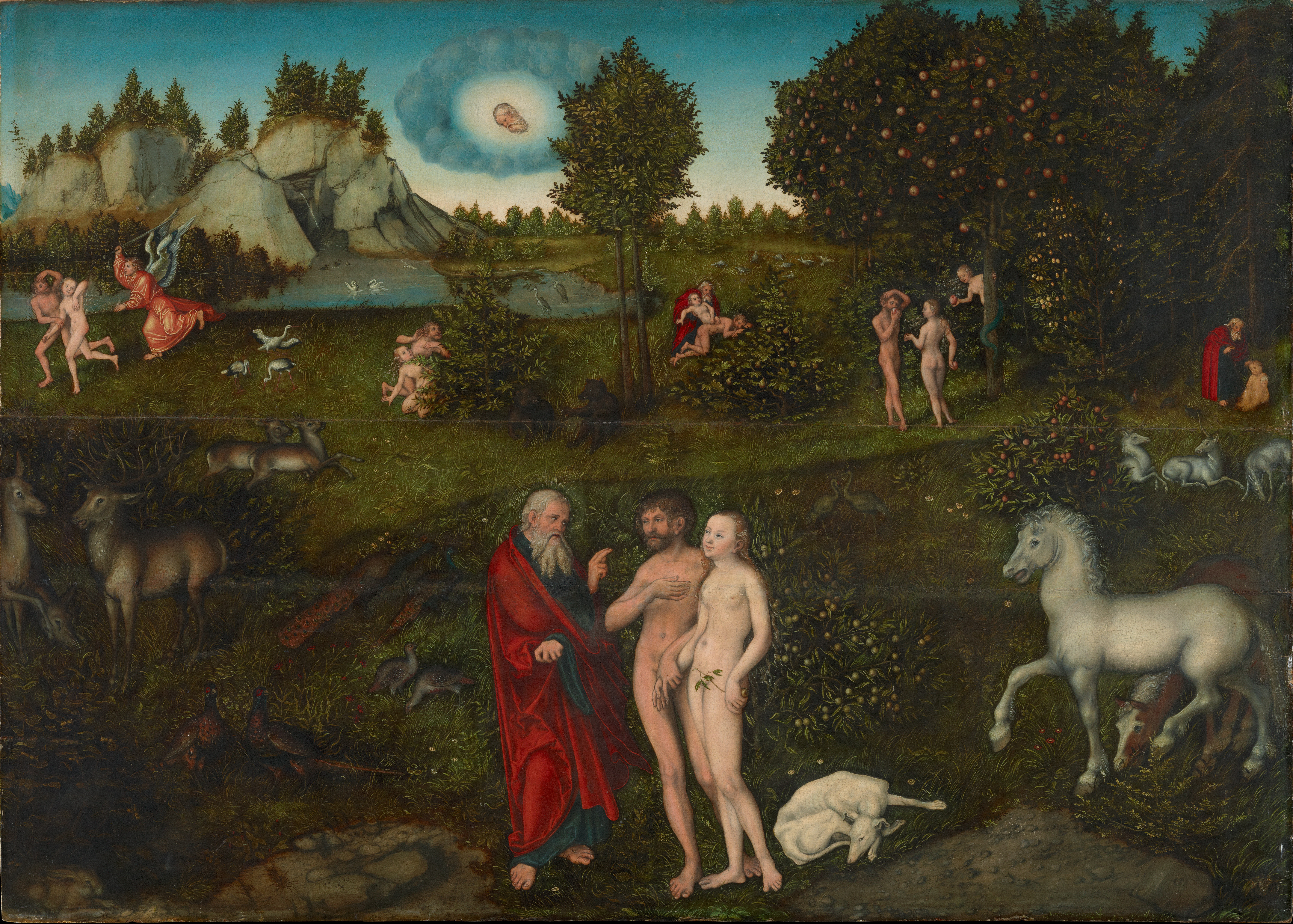
Lucas Cranach der Ältere: Paradies, 1530, Kunsthistorisches Museum, Wien

Motivgeschichtlich lässt sich die Diskussion des 17. und 18. Jahrhunderts in verschiedene Richtungen in die Vergangenheit verfolgen. Die Antike entwickelte eine ausgeprägte Tradition angenehmer Naturvorstellungen in Alternative zum Leben der Stadt und des Staatswesens. Wer es konnte, leistete sich Landhäuser. In der Dichtung besang man das glückliche Leben der Hirten. Mit dem Beginn des 17. Jahrhunderts sollte diese Kulturtradition mit einer breiten Mode der Schäfereien neu aufleben, die ihren Ort vor allem an den Höfen und in geschlossenen Gesellschaften fand. Man inszenierte Idyllen, feierte sommerliche Tage bei weniger strenger Etikette unter freiem Himmel. Schäferspiele, die Oper, galante Lyrik und eine eigene Romanproduktion trugen die Mode, und nährten das Gefühl, ein weit glücklicheres Leben könnte außerhalb des streng reglementierten Zusammenlebens in Stadt und Hof bestehen oder zumindest in der fernen Antike bestanden haben.

Unter dem Eindruck der beliebten Schäfereien: Watteau, Einschiffung nach Kythera (1717/18)

Eine fast entgegengesetzte Tradition des Nachdenkens über die Natur bestand mit der christlichen Doktrin der Schöpfung, die in Europa bis Ende des 18. Jahrhunderts als die rationalste Position angesehen werden musste. Während man in anderen Kulturen von (so die europäische Perspektive) unsinnig langen geschichtlichen Traditionen ausging, lebte man in Europa mit dem rational überschaubaren historischen Raum, der sich mit überlieferten Bauwerken und Dokumenten selbst bewies. Judentum und Christentum kamen hier in der Geschichtssicht überein: Die Welt war um das Jahr 3950 v. Chr. (die Datierung konnte geringfügig je nach Bibelauslegung abweichen) geschaffen worden. Adam hatte noch am ersten Tag die Sprache erfunden und die Tiere benannt. Den größeren Schritt in die Kultur brachte der Sündenfall, der für Adam und Eva mit der Vertreibung aus dem Paradies endete. Ein „Naturzustand“ war in diesem Modell ansatzweise gegeben. In ihn konnten wir, so die Theorie, auf Grund der Erbsünde nicht wieder zurück. Sich aller Kleider zu entledigen, nackt zusammenzuleben, schien in der Tat schwerlich als Option denkbar, jeder empfand die Scham, die hier zu überwinden gewesen wäre. Sie war mit dem Sündenfall aufgekommen.
Die Philosophen des 17. und 18. Jahrhunderts gingen davon aus, dass Adam unverzüglich mit der Konstruktion von Städten, Transportmitteln und allen praktischen Einrichtungen des Lebens begann – hierzu benötigte er nicht mehr als die dem Menschen gegebene Fähigkeit, Ideen zu neuen Erfindungen zusammenzusetzen zu können.
Die vorsintflutliche Kultur fiel der Theorie nach Gottes Strafe um das Jahr 2300 v. Chr. zum Opfer. Die drei Söhne Noachs besiedelten die Welt erneut. Man konnte im 17. Jahrhundert darüber diskutieren, ob sich einige Jahrhunderte später tatsächlich noch einmal alle Völker zum Turmbau zu Babel trafen. Es schien plausibler, dass die Sprachverwirrung allein die orientalischen Nationen betraf, während die übrigen Sprachen der Welt sich in eigenen Sprachentwicklungen voneinander entfernten. Man verfügte nicht über den historischen Raum, ein Ereignis von solcher Tragweite so spät noch zuzulassen – die Details waren von Interesse, da sie nur bedingt Raum ließen für philosophische Erwägungen eines der Kultur vorangegangenen Naturzustands.

## Philosophische Theorien
Die philosophischen Theorien, die im 17. und 18. Jahrhundert im Blick auf den Naturzustand formuliert wurden, suchten in verschiedenen der zur Verfügung stehenden Traditionslinien Plausibilität zu gewinnen. Ein weiteres argumentatives Gelände sollte dabei mit den außereuropäischen Kulturkontakten interessant werden: das der Auseinandersetzung mit „wilden“ Völkern und das einer Erklärung der chinesischen Kultur.
Jesuiten gingen im ausgehenden 17. Jahrhundert davon aus, dass China von allen Kulturen der Welt noch das meiste der vorsintflutlichen Zivilisation bewahrte. Hier war offenbar lediglich die Vorstellung des alttestamentlichen Gottes verloren gegangen. China lebte in einem philosophischen Atheismus, so die Vorstellung, die die Jesuiten verbreiteten, um sich nicht gegen die konfuzianischen Riten am chinesischen Hof positionieren zu müssen (siehe eingehender den Artikel Ritenstreit). Ansonsten war nirgends wie hier die Ordnung der Welt, der Noach noch entstammte, gewahrt. Europa, Afrika und Amerika unterliefen dagegen nach der Sintflut Stadien der Barbarei, aus denen sie sich in unterschiedlichem Maße wieder befreiten.
In den Argumentationen, zu denen Thomas Hobbes mit dem Leviathan (1651) ausholte, spielten die Völker der Welt eine geringe Rolle. Für Komplexität des Bildes begannen sie erst in den Abhandlungen John Lockes zu sorgen; in ihnen findet man Seitenblicke auf Reiseberichte, mit deren Notizen fremde Formen des Zusammenlebens seinen Lesern näher gebracht wurden. In der zweiten Hälfte des 18. Jahrhunderts sollte die Beschäftigung mit den Ureinwohnern Nordamerikas die Diskussion des Naturzustands neu inspirieren. Die Möglichkeit glücklicher Entwürfe eines natürlichen Zusammenlebens nährte mit der Wende ins 19. Jahrhundert nachhaltig den Kulturpessimismus der Romantik.

### Hobbes und der brutale Naturzustand
Hobbes’ Leviathan (1651) ging von sehr grundsätzlichen Erwägungen zur Materialität der beobachtbaren Welt aus. Anders als im Tier werde sich im Menschen die Materie der Existenz bewusst. Der Mensch könne im selben Moment, in dem er begreife, dass er existiert, absehen, dass ihm alles, was er gewinnen kann, nichts nützen wird, sollte er sein Leben verlieren. Seine Natur ist allein damit grundlegend definiert. Sie verbietet es ihm, sich im Bewusstsein der eigenen Existenz ohne weiteres einem Gemeinwesen unterzuordnen: Die Gesellschaft muss ihr Leben dem Wohl aller anderen unterordnen. Infolgedessen komme es, falls der Mensch sich in seinem Naturzustand zeige – in Notsituationen, in denen die Ordnung abhandenkommt und alle Gesetze aufhörten – unweigerlich zu einem „Krieg aller gegen alle“, zum Versuch aller einzelnen, ihre Existenzberechtigung gegen die Interessen der anderen durchzusetzen. (Hobbes geht dabei nicht davon aus, dass es je eine Epoche vor der Zivilisation gab, in der alle Menschen im Krieg miteinander lagen, seine Erwägungen verstehen allerdings Notsituationen als solche, in denen sich der Naturzustand die Bahn brach. In ihnen regiere sehr schnell das „natürliche Recht“, das jeder habe, sein Leben zu verteidigen und kein weiteres Gesetz mehr.) Die Katastrophe des Zusammenlebens im offenen Bürgerkrieg werde in der Praxis durch die Einsetzung eines Gewaltmonopols verhindert. Erst, wo Menschen unter selbstgesetzter höherer Gewalt zusammenleben, lassen sich kulturelle Leistungen verwirklichen: Der Aufbau von Gemeinwesen, der Ausbau der Infrastruktur, die kollektive Ansammlung von Reichtum.
Hobbes’ Reflexionen eines Naturzustands der Menschheit folgten logisch aus einander hervorgehenden Grundannahmen. Daran, dass der Mensch sich seiner Existenz bewusst sei, ließ sich spätestens seit Descartes Meditationen (1641) nicht mehr vorbei argumentieren. Mit der Gewissheit der eigenen Existenz die Absolutheit des eigenen Existenzanspruchs zu verbinden, war ein Schritt über Descartes hinaus, vor allem jedoch war es ein Angriff auf das Christentum, das seine eigene Theorie von der Verderbtheit der menschlichen Natur propagierte und das die Lehre von der Sündhaftigkeit des Menschen nutzte, um die Machtansprüche von Staat und Kirche als Antwort auf die menschliche Natur zu begründen.
Hobbes argumentierte ohne einen Sündenfall und letztlich ohne eine Moral. Der von ihm durchdachte Mensch handelte selbstverständlich und vernünftig gerechtfertigt, selbst wenn er sich in den Krieg gegen den Rest der Menschheit begab:
| But neither of us accuse man’s nature in it. The Desires, and other Passions of man, are in themselves no Sin. No more are the Actions that proceed from those Passions, till they know a Law that forbids them: which till Lawes be made they cannot know: nor can any Law be made, till they have agreed upon the Person that shall make it. | Niemand jedoch sollte die Natur des Menschen an dieser Stelle anklagen. Die Begierden und andere Leidenschaften des Menschen sind für sich betrachtet keine Sünden. Sie sind es so wenig wie die Handlungen, die aus diesen Leidenschaften entspringen, bevor man irgendein Gesetz zur Kenntnis nimmt, das sie verbietet: was man wiederum nicht tun kann, bevor irgendein Gesetz erlassen ist: was wiederum nicht geschehen kann, bevor man sich auf eine Person einigt, die das Gesetz erlassen soll. (übers. o.s.) |

Erst das auf die Probleme, die der Naturzustand aufwirft, ausgerichtete Recht, ein zur Gänze von Menschen gesetztes Recht, schaffe die Optionen, unter denen wir menschliche Handlungen moralisch beurteilten.
Auf breite Resonanz konnte Hobbes mit diesem in Anschlag gebrachten Argument nicht rechnen, da es das Menschenbild mit der Kirche teilte, ihr jedoch keine weitere Rolle in der Legitimation weltlicher und kirchlicher Macht zugestand. Hobbes wurde als Atheist und Feind der Menschheit verschrien und löste eine Welle philosophischer Gegenmodelle aus, die samt und sonders den absolutistischen Staat, für den er selbst in den Wirren des englischen Bürgerkriegs eingetreten war, mit Verweisen auf den Naturzustand begründeten.
Die wesentlichen Konsensformeln zum Naturzustand wie zum Staat, der auf ihm aufbauen musste, formulierte in der zweiten Hälfte des 17. Jahrhunderts Samuel von Pufendorf. Den nachhaltigeren Einfluss auf die Debatte gewannen die Philosophen, die in der englischen politischen Debatte die weiterführenden Gegenpositionen zum Absolutismus wie zu Hobbes definierten.

### Eine Antwort auf Hobbes und die Glorious Revolution

Der Europäer bringt den verrohten Wilden das Feuer. Szene aus Les avantures de ***, ou les effets surprenans de la sympathie, vol. 5 (Amsterdam, 1714), einem Roman in Auseinandersetzung mit dem Naturzustand.

Die an Hobbes anschließende philosophische Debatte behielt die Chance, unabhängig vom christlichen Menschenbild argumentieren zu können, im Spiel, suchte jedoch eine neue Oppositionsmöglichkeit. Das hatte zuerst einmal Gründe in der englischen Innenpolitik.
Hobbes hatte seine Erwägungen im Blick auf den Bürgerkrieg gezogen, der kurz zuvor mit der Enthauptung Karl I. ausgebrochen war. Brach das Gewaltmonopol zusammen, brach der „Krieg aller gegen alle“ aus, so die Lektion des für Karl II. und gegen die religiöse Gewaltherrschaft Cromwells von Frankreich aus argumentierenden Staatsphilosophen.
Locke und Shaftesbury waren Parteigänger der Whigs, der Anhänger des Parlaments, das 1688 für die zweite Revolution des 17. Jahrhunderts sorgte. Die „glorreiche“ sollte sie heißen, da England diesmal ohne die von Hobbes vorausgesagte Katastrophe den Regenten absetzte – und einen neuen mit neuen Machtbefugnissen installierte, über die das Parlament und seine Wähler wachten. Das neue Modell bedurfte einer eigenen philosophischen Position. John Locke formulierte sie 1689 mit den Two Treatises of Government. Mit Hobbes kam er im Blick auf den Zusammenschluss von Menschen überein: Dieser geschah aus einem Naturzustand heraus. Locke jedoch wurde konkreter und historischer: Die Menschen erfassten, dass sie in Gemeinschaft größere Projekte angehen konnten. Aus patriarchalischen Verbänden entstanden Staatswesen. Diese wiederum müssten grundsätzlich als Verträge angesehen werden, die geschlossen wurden, um ein besseres Zusammenleben zu ermöglichen. Im Notfall mussten diese Verträge ein Recht einschließen, mit dem sich Regenten absetzen ließen – dann nämlich, wenn diese das friedliche Zusammenleben und den allgemeinen Wohlstand gefährdeten. Locke argumentierte in diesem Sinne im Blick auf die Vielzahl bekannter Staaten und Formen menschlichen Zusammenlebens. Seitenblicke auf die Einwohner Brasiliens mussten erahnbar machen, dass es sehr verschiedene Optionen gab, unter denen sich eine möglichst glückliche wählen ließ.
Die Revolution im Menschenbild formulierte Lockes jüngerer Mitstreiter Shaftesbury mit dem Theorem eines im Naturzustand glücklich zusammenlebenden Menschen. Der Angriff auf die Kirche kam nun von der anderen Seite: Shaftesburys Mensch war nicht von Sünde gezeichnet, er war zudem von Natur aus altruistisch. An einer ganz anderen Stelle holte der Autor die Religion ins Boot: Er argumentierte durchweg unter der These, dass Gott als vollkommenes Wesen nur die beste aller Welten schaffen konnte. Aus Sicht des großen „Systems“ Gottes zeige sich alles, was der gemeine Mensch als Unvollkommenheit wahrnimmt, in der von Gott anvisierten Vollkommenheit. Der einkalkulierte Haken des Arguments war, dass der Mensch dieses System in seiner vollständigen Vollkommenheit durchaus nicht erkennen konnte – die Problemlösung war ein Mensch, der von Natur aus mit einem Sinn für Harmonie ausgestattet war, dessen moralische Seite ein besonderer „moral sense“ (Moralsinn) sei. Von Natur aus sei der Mensch bestrebt, im Einklang mit dem Kosmos und dem, was er von der Natur erblicke, zu leben.
Es ging mit diesen Erwägungen durchaus nicht darum, das Leben der Naturvölker zu feiern – davon ging Shaftesbury aus, dass diese womöglich viel zu arm an Ressourcen waren, um dem Menschen die Entfaltung seiner Natur zu erlauben. Neu war mit dem Argument Shaftesburys der Blick auf das bestehende Zusammenleben im Zustand der Zivilisation: Wo dieses von Gewalt und Zerwürfnissen bestimmt war, lag das daran, dass die bestehende Kultur die Entfaltung des angeborenen Sinnes für Harmonie verhinderte. Der Staat und die Kirche wurden in derselben argumentativen Wendung verantwortlich für den Egoismus, den sie so sehr bekämpften. Eine bessere Kultur würde weniger entschieden mit Strafen und Belohnungen auftreten, die Menschen im selben Moment weniger korrumpieren und ihren Sinn für Moral und Harmonie entfalten.

## Vom 18. ins 19. Jahrhundert

### Rousseau, der unwiederbringlich verlorene Naturzustand
Rousseaus Erwägungen gehen, sieht man nur auf die Prämissen und politischen Folgerungen, über Locke und Shaftesbury nicht hinaus. Zu einer ganz anderen Ausgestaltung des Nachdenkens über den Naturzustand sollten sie jedoch führen: Rousseau postulierte mit Shaftesbury einen Menschen, der im Naturzustand den Einklang mit der Natur suchte. Er zeigte mit Locke ein Interesse an den Formen menschlichen Zusammenlebens. Er ebnete mit den Forschern seiner Generation jedoch den Weg, bestehenden Naturvölkern die größere Nähe zum Naturzustand zuzutrauen. Die Argumentation löste sich an dieser Stelle von der Staatstheorie, mit der Rousseau sie selbst im Contrat social (1762) noch verbunden hatte.
Während das ausgehende 18. und frühe 19. Jahrhundert in Europa eine Bewegung zu weitaus stärkeren staatlichen Verbänden zeigte, wurde das Nachdenken über den Naturzustand als Gegenposition gegenüber der europäischen Zivilisation interessant. Louis Antoine de Bougainville bot mit einer an Rousseau geschulten Sicht auf den Naturzustand mit seiner Description d'un voyage autour du monde (1771) bahnbrechend das neue idealisierte Bild der Südsee-Insulaner. Im Moment des Erscheinens bewegte es noch Denis Diderot zu seinem Supplément au voyage de Bougainville, einer Verteidigungsschrift der sexuellen Freiheit. Die weitaus größere Wirkung entfaltete das neue Bild der Südsee auf Europas Künstler des 19. und 20. Jahrhunderts, auf die Wahrnehmungen der Maler Gauguin und Nolde und mit diesen Verklärungen einhergehend auf die Kulturanthropologie Margaret Meads.
Die herbere Variante eines Lebens im Naturzustand realisierte sich mit den Beschreibungen Nordamerikanischer Indianer, die für die Romantiker Vorbilder einer natürlichen Freiheit wurden. Bilder eines neuen von Männlichkeit geprägten Umgangs mit der Natur führten zum Bruch mit dem Perücken tragenden „verweichlichten“ 18. Jahrhundert, dem nur noch das Wort Rokoko fehlte.
Die wissenschaftliche Auseinandersetzung mit dem Naturzustand fand Mitte des 19. Jahrhunderts einen zusätzlichen Impuls mit der Evolutionstheorie. Mit ihr begann in Erweiterung des romantischen und ethnologischen Blicks auf „Naturvölker“ sowie auf Völker denen ein besseres Leben im Einklang mit der Natur gelingen sollte, eine biologistische Erforschung des Naturzustands. Der Mensch hatte unter der Perspektive, die sich erst im 20. Jahrhundert auf breiter Front ausprägte, über Jahrmillionen als Jäger und Sammler gelebt. In den Zustand der Kultur war er mit einer biologischen Ausstattung an dieses und nicht an zivilisiertes Leben eingetreten.

### Hegel: ein anderer gedanklicher Zugang zum Naturzustand
Georg Wilhelm Friedrich Hegel näherte sich dem Naturzustand gedanklich in anderer Weise. Hegel denkt sich zwei menschliche Individuen, die als denkende Wesen – jedoch noch ohne Selbsterkenntnis – ohne jegliche soziale Vorerfahrung zum ersten Mal aufeinander und damit auf ein anderes menschliches Individuum treffen. Das Fehlen alles Sozialen ist eine Vereinfachung gegenüber der Realität, die im Fortdenken der Situation das innerste, ursprüngliche Wesen des Menschen offenbaren soll. Die beiden „ersten Menschen“ treten nun laut Hegel in einen Kampf auf Leben und Tod um reine Anerkennung ein, der so lange fortdauert, bis einer der Kontrahenten aus Liebe zu seinem Leben den anderen als Herrn anerkennt, für diesen die Arbeit übernimmt und fortan als Knecht weiterlebt. Sein eigenes Leben zu riskieren, es mehr zu riskieren als andere, ist in Hegels Philosophie somit der Urquell der Freiheit. Der Wunsch nach bzw. der Kampf um das vollkommen immaterielle Gut der Anerkennung ist der stärkste Antrieb der Menschen und zudem der Motor einer universellen Geschichte, die nach mehreren Schritten des Entstehens und Auflösens von gesellschaftlichen Widersprüchen schließlich zum Ende der Geschichte und dem „letzten Menschen“ führt.
Bemerkenswert an diesem Ansatz ist der Unterschied zur Philosophie von Hobbes. Wo Hegel den Kampf um Anerkennung als Voraussetzung für Freiheit sieht, erkennt Hobbes in der Ruhmsucht eine, wenn nicht gar die Quelle des Bösen schlechthin. Eine Gemeinsamkeit gibt es jedoch: Hobbes und Hegel erkennen den Urzustand beide als nicht ideal. Hobbes gesteht dem im ursprünglichen „Krieg“ lebenden Menschen durchaus zu, sich nach einem Weg aus dem Kampf aller gegen alle zu sehnen, also nicht von Natur aus böse und somit nicht für den Kampf aller gegen alle „gemacht zu sein“. Vergleichbar beschreibt Hegel, wie weder der Herr noch der Knecht mit ihrem Dasein zufrieden sind. Der Herr gibt sich bald mit der Anerkennung durch den Knecht nicht mehr zufrieden: Er will Anerkennung durch einen anderen Herren und muss somit wieder sein Leben in weiteren Kämpfen um Anerkennung riskieren. Der Knecht sehnt sich gleichfalls nach Anerkennung und findet diese in seiner Arbeit und der dadurch erworbenen Herrschaft über die Natur. Erst die wechselseitige Anerkennung der Bürger in der Demokratie löst in Hegels Philosophie – zumindest in der Interpretation von Alexandre Kojève – alle Widersprüche auf. Für Hobbes und Hegel leben die Menschen somit in einem späteren als dem Naturzustand in einer Gesellschaft, die ihrem elementarsten Wesen eher entspricht als der Naturzustand, und erfahren daher größere Zufriedenheit. Völlig unterschiedlich ist jedoch die Regierungsform, in der die größte Zufriedenheit erreicht werden kann. Die Monarchie bzw. der Absolutismus, den Hobbes fordert, ist bei Hegel nur ein Durchgangszustand. Der Grund hierfür ist, dass Hegel im Gegensatz zu Hobbes nicht davon ausgeht, dass der Wunsch nach Anerkennung gänzlich von außen oder durch Selbstkontrolle unterdrückt werden kann. Hobbes Menschenbild unterscheidet sich nur wenig vom Homo oeconomicus: der Antrieb, materielle Güter um ihrer selbst willen anzuhäufen, endet nie und ist ausreichend zur grenzenlosen individuellen wie auch gesellschaftlichen Anhäufung von Reichtum. Streben nach Anerkennung ist als Antrieb nicht nötig, – im Gegenteil – dem allgemeinen Wohl sogar prinzipiell abträglich.
Es ist nicht ganz abwegig, den starken Glauben an die Realitätsnähe des Homo oeconomicus bis weit ins 20. Jahrhundert hinein mit der großen Bedeutung von Hobbes für das moderne Staatsverständnis verknüpft zu sehen. Unter anderem die empirische Wirtschaftsforschung (vgl. Spieltheorie) der vergangenen drei bis vier Jahrzehnte hat jedoch den Bedarf einer Korrektur des Menschenbildes im hegelschen Sinne aufgezeigt.

## 20. Jahrhundert und Gegenwart
Was als philosophisches Argument begann und von der Forschung des 19. Jahrhunderts am Ende eingeholt wurde, entfaltete im 20. Jahrhundert Massenbewegungen – von denen des trivial-darwinistisch ausgerichteten Nationalsozialismus, der über die Rolle der menschlichen Rassen philosophierend den Staat zum verlängerten Arm der weiteren „natürlichen“ Selektion machen wollte, bis zu vielfältigen „Aussteiger“-Bewegungen wie den Hippies oder den Primitivisten, die ein „Zurück zur Natur!“ als Absage an die westliche Konsumkultur propagierten.
Ein Nachdenken über den Naturzustand, für den der Mensch geschaffen ist, wurde selbstverständlich. Für welche Ernährung ist der Mensch evolutionär ausgestattet? Welche Schäden handelt er sich durch heute bestehende Ernährungsgewohnheiten dagegen ein? Welche Gruppengröße bestimmte das menschliche Zusammenleben im Lauf der Evolution? Welche zivilisatorischen Probleme birgt dagegen das anonyme Zusammenleben von Menschen in Großstädten?
Grundlegend erhalten blieb die Argumentation mit Differenzen zwischen einem Zustand, für den Menschen geschaffen sind, und einem Zustand, in dem sie demgegenüber leben. Das Ensemble an Wissenschaften, das an diesen Differenzen interessiert ist, weitete sich aus. Die philosophische Debatte scheint sich seit der Generation Arnold Gehlens eher mit kritischen Reflexionen dem von ihr selbst geschaffenen Debattengegenstand zu stellen. Der Naturzustand ist, im Rückblick geurteilt, in großem Umfang ein fiktionaler Gegenstand. Er unterlag in seinen zahlreichen Ausgestaltungen wechselnden politischen und kulturellen Anforderungen, denen er sich in seinen Absagen an bestehende (vor allem religiöse) Sichtweisen und seinen Anknüpfungen an von ihnen unabhängige Traditionslinien und Kulturerfahrungen flexibel wie glaubhaft anbot.